# استارلت
استارلت (انگلیسی: Starlet) یک فیلم مستقل درام آمریکایی به کارگردانی شان بیکر است که در سال ۲۰۱۲ منتشر شد.

## بازیگران
- دری همینگوی
- استلا ماو
- جیمز رانسون
- آسا آکیرا
- مانوئل فررا
- جاش سوسمن
- جولس جوردن